# برنهارد كيلرمان
برنهارد كلرمن (بالألمانية: Bernhard Kellermann)‏‏ (4 مارس 1879 في فورث - 17 أكتوبر 1951)؛ شاعر، وسياسي، وكاتب، وروائي، وصحفي، وكاتب مقالات، وكاتب خيال علمي من الإمبراطورية الألمانية.

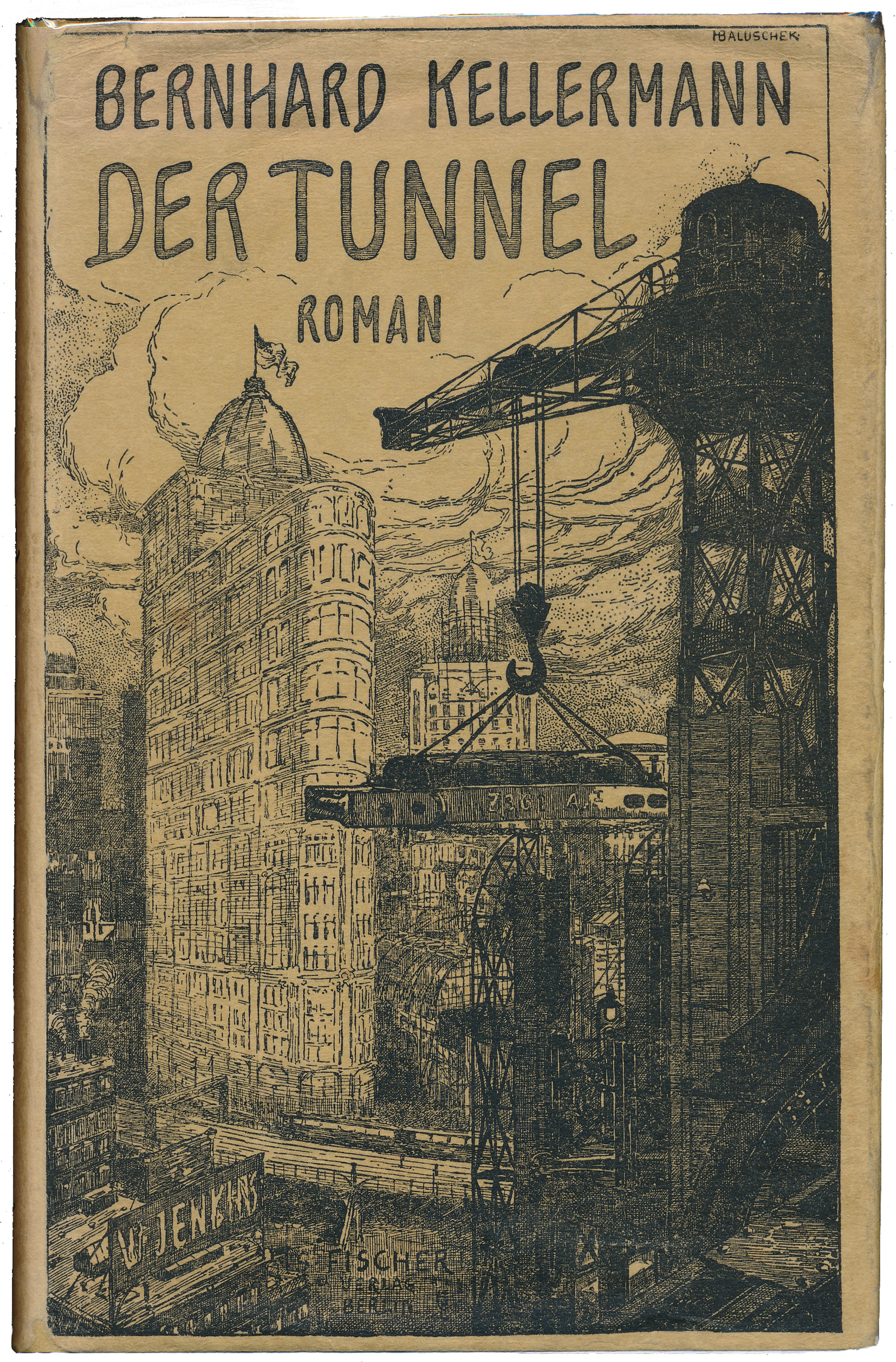
غلاف رواية "النفق"

## حياته
بدأ برنارد كيليرمان دراسته في الجامعة التقنية في ميونيخ عام 1899، وبعد ذلك درس علم اللغة الألمانية والرسم. بدا نجاحه الروائي عام 1904 برواية ييستر ولي (بالألمانية: Yester und Li)‏ التي حققت نجاحا كبيرا وبلغ عدد طبعاتها الـ183 طبعة بحلول عام 1939. وبعدها حققت روايته إنغبورغ (بالألمانية: Ingeborg)‏ الصادرة عام 1906 نجاحا مشابها حيث بلغ عدد طبعاتها الـ131 طبعة حتى عام 1939.
سافر في السنوات التي سبقت الحرب العالمية الأولى إلى الولايات المتحدة واليابان وظهر له عدد من الروايات وقصص الرحلات، أهمها «نزهة في اليابان» (1910) و«رقصات يابانية» (1911) اللتان صدرتا برسومات من الفنان السويسري كارل فالتسر، ورواية «البحر» الصادرة عام 1910 والتي تحولت عام 1927 لفيلم سينمائي من إخراج النمساوي بيتر باول فيلنز، وبطولة هاينريش جورج وأولغا تشيخوفا وسيمون فودري، صدر بعنوان «جزيرة العاطفة» أو «جزيرة الألف خطيئة».
في عام 1913 نشرت روايته الأهم «النفق» التي كانت نجاحه الأكبر، حيث تجاوز تجاوز عدد نسخها المباعة المليون، وترجمت إلى 25 لغة، وطبعت في روسيا لعدة مرات حتى عام 1932، وصور بناء عليها أربعة أفلام سينمائية، أولها فيلم صامت لويليام فاور صدر عام 1915، وثان ناطق في عام 1933 كان إنتاجا إلمانيا فرنسيا مشتركا، أخرج نسخته الألمانية كورتيس برنهاردت ببطولة بول هارتمان، وأولي فون فلينت، وأتيلا هوربيجر وغوستاف جروندجنتس، بالتوازي مع النسخة الفرنسية التي أخرجها جان غابين، كما ظهر أيضا فيلم إنكليزي عام 1935 تحت إشراف موريس إلفي (سيناريو كيرت سيودماك).
كان عمل كيليرمان أقل تميزًا بالنثر الانطباعي والرواية الشعرية منه بالنمط النقدي الاجتماعي والسرد الواقعي.
عرف برنهارد كيليرمان الرسام النمساوي موريتز كوشل الذي كان يقدم الرسوم لإصدارات دار نشر فيشر، وقد رسم كوشيل لوحة كبيرة لكيلرمان عرضت لاحقا في معرض برلين الكبير للفنون في عام 1909.
في عام 1920 ظهرت روايتة «9 نوفمبر» التي تناولت بصورة نقدية سلوك الجنود والضباط تجاه المدنيين، وتبعها ابتداء من العام 1922 عدد كبير من الروايات والقصص القصيرة.
في عام 1926، أصبح كيلرمان عضوًا في الأكاديمية البروسية للفنون - قسم الشعر، إلا أنه استبعد منها في عام 1933 بعد شهرين من وصول النازيين إلى السلطة عام 1933، على الرغم من توقيعه ورقة إعلان الولاء للدولة النازية الذي طالب به الكاتب الألماني غوتفريد بين. في العهد النازي حظرت الرواية «9 نوفبر» وأحرقت علنا، ولكن كيلرمان لم يغادر ألمانيا ولم يبد أي مقاومة، بل توجه إلى كتابة روايات بسيطة ذات طابع تجاري.
بعد انهيار النازية أسس كيليرمان مع يوهانس بيخر الرابطة الثقافية لجمهورية ألمانيا الديمقراطية وأصبح عضوًا في مجلس الشعب في جمهورية ألمانيا الديمقراطية التي أسست حديثا، ورئيسًا لجمعية الصداقة الألمانية السوفيتية. في عام 1949 حصل كيلرمان على جائزة ألمانيا الديمقراطية الوطنية للآداب / الفئة الثانية، عن روايته «رقصة الاموات» (بالألمانية: Totentanz)‏.
دفع نشاطه السياسي والثقافي في جمهورية ألمانيا الديمقراطية دور النشر والمكتبات في ألمانيا الغربية إلى إخراج كتبه من السوق ومقاطعته، وأدى ذلك إلى نسيان اسمه في ألمانيا الغربية.
قبل وفاته بفترة وجيزة في عام 1951، دعا كيرمان الكتّاب في الدولتين الألمانيتين إلى العمل المشترك.
دفن برنارد كيليرمان في المقبرة الجديدة في بوتسدام، وما زال قبره هناك.

## جوائز
- الجائزة الوطنية لجمهورية ألمانيا الديمقراطية

## روابط خارجية
- برنهارد كيلرمان على موقع IMDb (الإنجليزية)
- برنهارد كيلرمان على موقع الموسوعة البريطانية (الإنجليزية)
- برنهارد كيلرمان على موقع مونزينجر (الألمانية)
- برنهارد كيلرمان على موقع ألو سيني (الفرنسية)
- برنهارد كيلرمان على موقع ميوزك برينز (الإنجليزية)
- برنهارد كيلرمان على موقع قاعدة بيانات الفيلم (الإنجليزية)